# The World Is Not Enough
The World Is Not Enough (tựa tiếng Việt: Thế giới không đủ) là bộ phim phản gián thứ 19 phát hành năm 1999 trong loạt phim Điệp viên 007 James Bond của Anh Quốc, và thứ ba của diễn viên Pierce Brosnan trong vai nhân vật hư cấu MI6. Bộ phim được đạo diễn bởi Michael Apted, với câu chuyện gốc và kịch bản của Neal Purvis, Robert Wade và Bruce Feirstein. Được sản xuất bởi Michael G. Wilson và Barbara Broccoli. Tiêu đề phim được lấy từ một cụm từ trong cuốn tiểu thuyết On Her Majesty's Secret Service (Mật vụ của "Nữ hoàng").
Cốt truyện của bộ phim xoay quanh vụ ám sát tỷ phú Sir Robert King của tên khủng bố Renard, và Bond được giao nhiệm vụ tiếp theo, bảo vệ con gái của King: Elektra, người trước đó Renard đã bắt cóc để đòi tiền chuộc. Trong khi thực hiện nhiệm vụ của mình, Bond đã triệt tiêu một kế hoạch để thu lợi bất chính từ giá dầu mỏ bằng cách tạo ra một cuộc khủng hoảng hạt nhân tại vùng biển của Istanbul.
Địa điểm quay phim bao gồm Tây Ban Nha, Pháp, Azerbaijan, Thổ Nhĩ Kỳ và Vương quốc Anh, với nội cảnh được quay tại phim trường Pinewood Studios. Mặc dù tiếp nhận khi khởi chiếu không được thuận lợi, nhưng The World Is Not Enough có doanh thu 361.832.400 USD trên toàn thế giới.Thế giới không đủ là bộ phim đầu tiên trong loạt phim điệp viên Bond được Eon Productions sản xuất và phát hành bởi hãng Metro-Goldwyn-Mayer thay thế hãng phát hành trước đây United Artists.

## Nội dung
Điệp viên của MI6: James Bond gặp một quản lý chi nhánh ngân hàng Thụy Sĩ để lấy tiền cho Sir Robert King, một ông trùm dầu mỏ của Anh và cũng là bạn của M. Bond đề cập với họ về việc King mua một bản báo cáo bị đánh cắp từ một điệp viên MI6, người đã bị giết chết vì nó, và muốn biết ai đã giết anh ta. Người quản lý và nhân viên ngân hàng đe dọa Bond, nhưng Bond đã áp đảo tay quản lý. Người này bị giết bởi một sát thủ trước khi ông có thể tiết lộ tên của sát thủ. Bond chạy thoát với vali tiền.
Quay trở lại London, King bị giết bởi bẫy tiền tại trụ sở MI6. Bond đuổi theo nữ sát thủ trên một chiếc thuyền dọc theo sông Thames đến Millennium Dome, sau đó sát thủ cố gắng để thoát thân bằng khinh khí cầu. Bond cam kết bảo vệ cô ta, nhưng sát thủ đã cho nổ tung khinh khí cầu tự sát.
Bond lần theo số tiền yêu cầu của Renard, một kẻ khủng bố, cựu điệp viên KGB. Sau một nỗ lực trước đây về cuộc sống của mình bằng cách gây xáo trộn MI6, Renard bị trúng một viên đạn trong não trái của mình và đang dần phá hủy các giác quan, làm cho anh ta mất cảm giác đau. M giao Bond bảo vệ con gái của King, Elektra, trước đây bị Renard bắt cóc và giữ cô để đòi tiền chuộc, và MI6 tin rằng mục tiêu thứ hai của Renard là cô. Bond bay đến Azerbaijan, nơi Elektra đang giám sát việc xây dựng một đường ống dẫn dầu. Trong một chuyến trượt tuyết trên tuyến đường chuẩn bị xây dựng đường ống ở vùng núi, Bond và Elektra bị tấn công bởi một đội hình vũ trang, được trang bị xe trượt tuyết có dù lượn.
Sau đó Bond gặp Valentin Zukovsky để lấy thông tin về những kẻ tấn công Elektra, mà ông còn phát hiện ra người đứng đầu an ninh, Davidov và Elektra đang bí mật liên minh với Renard. Bond giết chết Davidov và tham gia chuyến bay đến cơ sở chế tạo tên lửa ICBM của Nga ở Kazakhstan. Ở đó, Bond giả làm một nhà khoa học hạt nhân Nga, gặp Tiến sĩ vật lý hạt nhân người Mỹ: Christmas Jones và đi vào khoang hầm sản xuất. Bên trong, Renard đang loại bỏ thiết bị định vị GPS và plutonium cấp độ vũ khí từ một đầu tên lửa. Trước khi Bond có thể giết Renard, Christmas đã chứng minh Bond là kẻ giả danh. Renard đánh cắp bom và bỏ trốn, giết chết tất cả mọi người trong hầm sản xuất. Bond và Christmas với thẻ định vị kịp thoát khỏi khoang hầm, bị nổ tung sau đó.
Trở lại ở Azerbaijan, Bond tiết lộ đến M rằng Elektra có thể không ngây thơ như cô ấy thể hiện, và thẻ định vị là bằng chứng của hành vi trộm cắp mà cô nhúng tay vào. Một báo động âm thanh, tiết lộ rằng lượng plutonium trong quả bom bị đánh cắp từ Kazakhstan được gắn vào một thiết bị kiểm tra trượt bên trong đường ống dẫn dầu. Bond và Christmas vào đường ống dẫn để vô hiệu hóa quả bom, và Christmas phát hiện ra một nửa của lượng plutonium bị đánh cắp là mất tích. Cả hai cùng thoát ra khi một phần lớn của các đường ống bị phá hủy bởi quả bom. Bond và Jones được cho là đã thiệt mạng. Trở lại với trung tâm chỉ huy, Elektra tiết lộ rằng cô đã giết chết cha mình để trả thù cho việc sử dụng mình làm mồi nhử Renard. Cô bắt giữ M, người mà cô căm ghét tư vấn cho cha mình không trả tiền chuộc.
Bond đến tại nhà máy sản xuất trứng cá muối của Zukovsky ở vùng biển Caspian - nơi mà sau đó bị tấn công bởi máy bay trực thăng của Elektra. Sau đó, Zukovsky tiết lộ sự sắp xếp của mình với Elektra là để đổi lấy việc sử dụng một tàu ngầm, hiện đang được chỉ huy bởi cháu trai của mình, Nikolai. Họ đi đến Istanbul, nơi Bond và Zukovsky cho rằng Renard sẽ chèn plutonium bị đánh cắp vào lò phản ứng hạt nhân của tàu ngầm, kết quả vụ nổ hạt nhân sẽ phá hủy Istanbul, kể cả đường ống dẫn dầu của Nga tại eo biển Bosphorus, tăng giá trị đáng kể đường ống dẫn dầu Elektra đang xây dựng để đi vòng qua Istanbul. Bond sau đó nhận được một tín hiệu từ thẻ định vị ở Tháp Maiden - ngay trước khi thuộc hạ Zukovsky đặt bom phá hủy trung tâm chỉ huy. Zukovsky bị đánh bất tỉnh, Bond và Christmas bị bắt bởi tay sai của Elektra. Christmas bị giải lên chiếc tàu ngầm mà Renard đã khống chế đội chỉ huy của con tàu. Bond được đưa đến tháp, nơi Elektra tra tấn anh với một cỗ máy xiết cổ. Zukovsky đến tháp tìm thuộc hạ của mình và bị bắn bởi Elektra. Lúc sắp chết, Zukovsky sử dụng súng gậy giúp Bond được tự do khỏi cỗ máy. Bond giải thoát cho M và sau đó tiêu diệt Elektra bằng khẩu súng lục.
Sau đó Bond xâm nhập vào tàu ngầm, khống chế phòng điều khiển tàu và giải cứu Christmas. Sau một trận đấu với Renard, tàu ngầm bắt đầu chìm xuống đáy biển Bosphorus, khiến thân tàu bị vỡ. Bond tiếp tục đấu với Renard và giết anh ta bằng thanh nhiên liệu plutonium. Bond và Christmas thoát khỏi tàu ngầm, để lại lò phản ứng của tàu ngầm bị kích nổ một cách an toàn dưới đáy biển.

## Các diễn viên
- Pierce Brosnan vai James Bond, Điệp viên 007.
- Denise Richards vai Christmas Jones, một chuyên gia hạt nhân hỗ trợ Bond trong điệp vụ của mình. Richards nói rằng cô rất thích vai diễn này vì nó là "trí tuệ", "thể thao", và có "chiều sâu của nhân vật, trái ngược với các Bond Girl từ thập kỷ trước".[2]
- Robert Carlyle vai Renard, một trong hai nhân vật phản diện trong phim, cựu điệp viên KGB, kẻ thủ ác mất cảm giác đau vì một viên đạn nằm trong đầu của mình và đang bị mất dần các giác quan của mình.
- Sophie Marceau vai Elektra King, nhân vật phản diện còn lại, một nữ thừa kế mỏ dầu - người muốn làm cho thương hiệu của mình có ảnh hưởng trên thế giới bằng cách phong tỏa một đường dẫn dầu mỏ thương mại với một vụ nổ hạt nhân, người yêu của Renard, và cũng có một giai đoạn ngắn là người tình của Bond.
- Robbie Coltrane vai Valentin Zukovsky
- Judi Dench vai M: Cấp trên của MI6.
- Colin Salmon vai Charles Robinson: Tham mưu trưởng của MI6
- Desmond Llewelyn vai Q "sĩ quan quân nhu" của MI6, những người cung cấp Bond các phương tiện đa năng và tiện ích hữu dụng cho các nhiệm vụ trong phim này. Bộ phim được Llewelyn thực hiện cuối cùng vai Q. Mặc dù nam diễn viên này không được chính thức nghỉ hưu từ vai diễn, nhân vật Q được đào tạo để thay thế vai diễn cuối cùng của ông trong bộ phim này. Llewelyn đã bị chết trong một tai nạn giao thông ngay sau buổi chiếu ra mắt của bộ phim.[3]
- John Cleese vai R, trợ lý và người kế nhiệm của Q
- Samantha Bond vai Miss Moneypenny người của MI6.
- Serena Scott Thomas vai Dr. Molly Warmflash Bác sĩ của Bond, người chứng nhận sức khỏe "tốt" cho Bond.
- John Seru vai Gabor, Vệ sĩ của Elektra King
- Ulrich Thomsen vai Sasha Davidov
- Goldie vai Bullion, vệ sĩ răng vàng của Zukovsky.
- Maria Grazia Cucinotta vai sát thủ Giulietta da Vinci, xuất hiện ở phần đầu của phim.
- David Calder vai Sir Robert King, cha của Elektra.

## Sản xuất

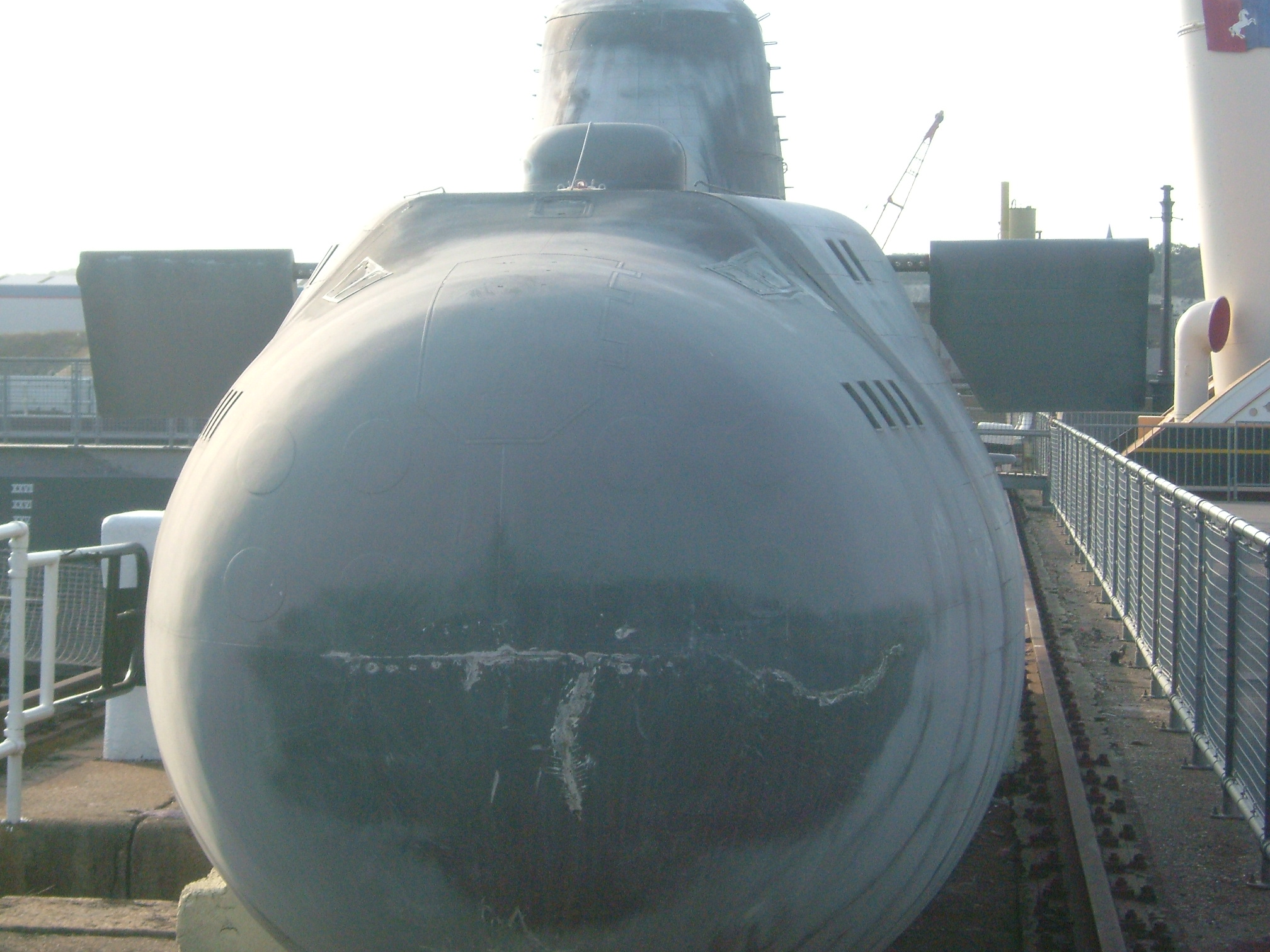
Loại tàu ngầm Russian Victor III sử dụng trong phim.

Joe Dante và sau đó là Peter Jackson đã có cơ hội để đạo diễn bộ phim. Barbara Broccoli đã yêu thích phim Heavenly Creatures của Jackson, và một buổi chiếu The Frighteners đã được sắp xếp cho cô. Cô không thích bộ phim thứ hai, tuy nhiên nó không làm cho Jackson được chú ý. Jackson, một fan suốt đời hâm mộ Bond, nhận xét rằng hãng Eon có xu hướng mời các đạo diễn ít nổi tiếng, nên ông có thể sẽ không có cơ hội để đạo diễn một phim James Bond sau khi làm phim Chúa tể của những chiếc nhẫn.
Trình tự trước khi đến đoạn giới thiệu tiêu đề khoảng 14 phút, nó được kéo dài nhất trong các phim James Bond cho đến nay. Trong phần thực hiện phim của bản Ultimate DVD phát hành, đạo diễn Michael Apted nói rằng cảnh ban đầu còn nhiều hơn thế. Lúc đầu, nó được dự tính kết thúc với pha đu dây của Bond từ cửa sổ ngân hàng và hạ xuống đất, hoàn thiện như Bond lao ra khỏi vụ nổ trước khi cảnh sát đến hiện trường. Tuy nhiên, pha hành động này được xem như mờ nhạt khi so sánh với những hành động tương tự ở các phim 007 trước, vì vậy nó được nối thêm các cảnh nổi bật đến đoạn kết của cảnh rượt đuổi thuyền và do đó trình tự trước tiêu đề của nó kéo dài nhất trong loạt phim này. The Daily Telegraph cho rằng Chính phủ Anh lo ngại nguy cơ bảo mật về một số cảnh quay ở phía trước của trụ sở thực của MI6 ở Vauxhall Cross. Tuy nhiên, một phát ngôn viên Bộ Ngoại giao Anh đã bác bỏ thông tin này và bày tỏ sự không hài lòng với bài báo.

Brosnan với chiếc BMW Z8 trong cảnh quay tại Azerbaijan.